# David Ogden Stiers
David Ogden Stiers (31. října 1942 Peoria, Illinois – 3. března 2018 Newport, Oregon) byl americký herec a hudebník. V letech 1977–1983 působil v seriálu M*A*S*H, kde ztvárnil postavu majora Winchestera. Ve druhé polovině 80. let hrál advokáta Michaela Restona v sérii televizních filmů o Perrym Masonovi. Mihl se i Star Trek: Nová generace, Sever a Jih, Hvězdná brána: Atlantida a v dalších desítkách filmových rolí, např. včetně Atlantida: Tajemná říše (2001).
Až v pozdním věku, ve svých 66 letech, zveřejnil v rozhovoru pro ABC News, že je gay. Předtím to podle svých slov skrýval z obavy, že by zveřejnění mělo neblahý vliv na jeho živobytí, čehož zpětně litoval.